# Барсегян, Тигран Ашотович
Тигран Ашотович Барсегян (арм. Տիգրան Աշոտի Բարսեղյան; род. 22 сентября 1993, Ереван) — армянский футболист, полузащитник словацкого клуба «Слован» Братислава.

## Биография

### Клубная карьера
Дебютировал в чемпионате Армении в составе клуба «Бананц», за который сыграл 1 матч в 2010 году и 1 матч в 2011. Летом 2011 года подписал контракт с клубом «Гандзасар», где провёл лишь 6 матчей, в основном выступая за фарм-клуб. В январе 2014 года стал игроком клуба «Мика». В составе «Мики» Барсегян провёл полтора года и сыграл 38 матчей в чемпионате, а также принимал участие в отборочной стадии Лиги Европы. В 2015 году вернулся в «Гандзасар», где провёл около года.
26 августа 2016 года подписал контракт с македонским клубом «Вардар», в первом же сезоне стал с клубом чемпионом страны.
24 января 2019 года подписал контракт с казахстанским «Кайсаром». В 9 и 10 турах в мае забил три гола и помог команде выйти на второе место в текущем чемпионате. В своих последних подряд пяти матчах чемпионата Казахстана (9—14 туры) забил шесть голов. Два гола забил и 19 июня в полуфинальном матче Кубка Казахстана костанайскому «Тоболу» (3-1) и вывел свою команду в финал.
24 января 2020 года подписал контракт с «Астаной».
Стал лучшим игроком августа среди футболистов «Астаны».

### Карьера в сборной
За сборную Армении дебютировал 25 марта 2016 года в товарищеском матче со сборной Беларуси, в котором вышел на замену на 81-й минуте вместо Эдгара Манучаряна.
В сезоне 2019 прочно вошёл в основу сборной, сыграв три матча и забив два гола Лихтенштейну и Греции в отборочном турнире чемпионата Европы-2020.

## Личная жизнь
Отец Тиграна — Ашот Барсегян (1964), также бывший футболист. Ныне футбольный тренер.
Супруга — Диана Симонян

## Достижения

### Командные
«Мика»
- Финалист Кубка Армении: 2014/15

«Вардар»
- Чемпион Македонии: 2016/17

«Кайсар»
- Обладатель Кубка Казахстана: 2019

«Астана»
- Обладатель Суперкубка Казахстана: 2020
- Серебряный призёр чемпионата Казахстана: 2021
- Бронзовый призёр чемпионата Казахстана: 2020

«Слован»
- Чемпион Словакии: 2021/22
- Чемпион Словакии: 2022/23

### Личные
- Лучший игрок месяца в «Астане»: август 2020